# Сальвінія плавуча
Сальвінія плавуча, сальвінія плаваюча (Salvinia natans) — невелика плавуча різноспорова папороть, поширена від Північної Африки та Південної Європи до Азії. У помірному кліматі вид трапляється спорадично. В останні роки спостерігається експансія виду в північніші регіони Європи. У південних регіонах утворює великі масиви площею до 800–1000 м² зі щільністю 100–1200 особин на 1 м².

## Опис

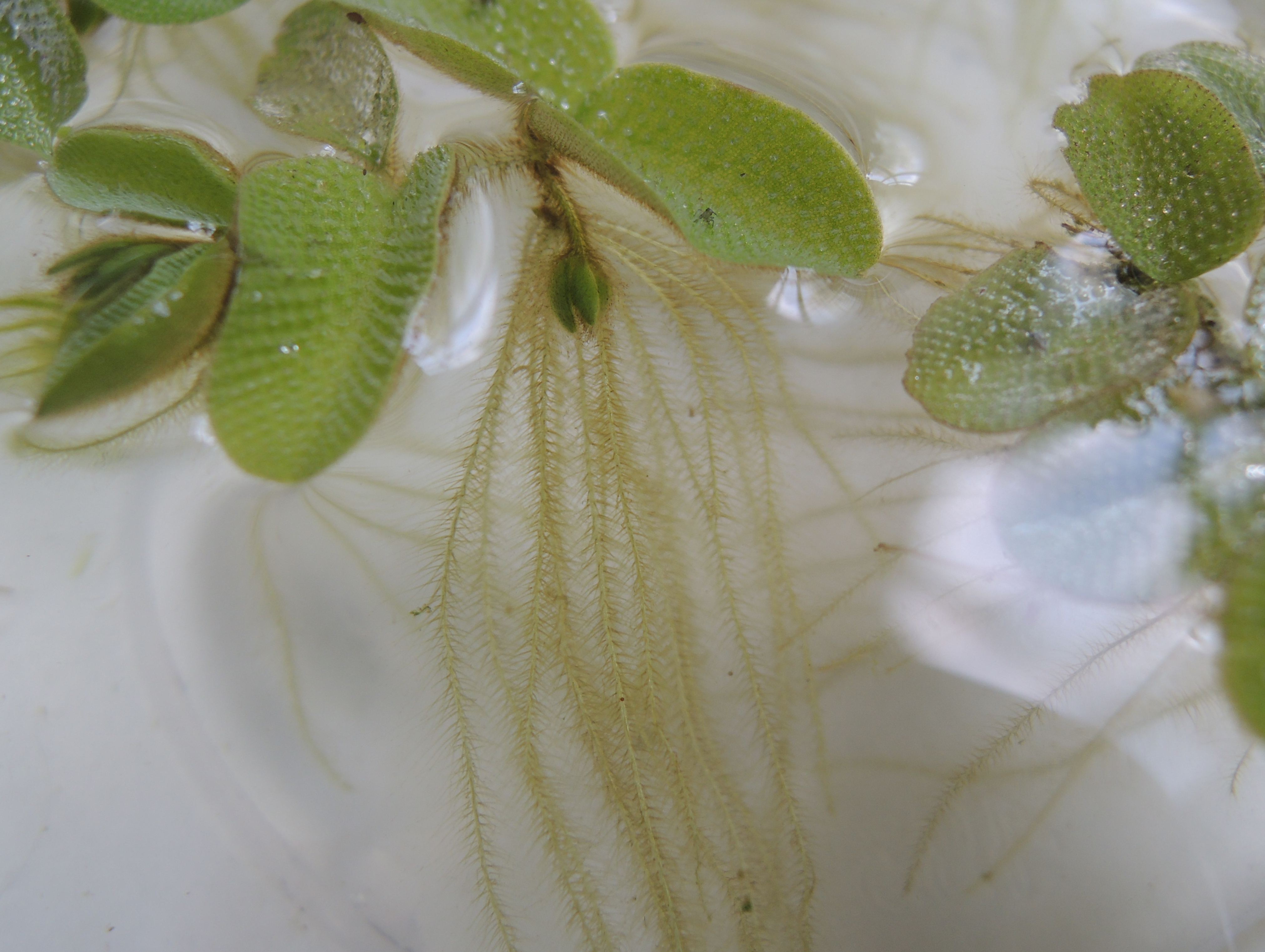
Занурена вая сальвінії плавучої

Однорічна рослина. Горизонтальне стебло завдовжки від 3 до 8 см, часто утворює відгалуження, котрі, у свою чергу, можуть відділятися від материнської рослини. У кожному вузлі стебла сальвінії несуть по три вайї, з яких дві — цілокраї плавучі, третя — розсічена на 9–14 долей і занурена у воду, виконує функцію кореня і, водночас, містить асиміляційні тканини, хлоропласти яких активно фотосинтезують, принаймні на початкових етапах вегетації рослини в травні та червні. 
Плавучі вайї овально-еліптичні, тупі, на верхньому боці зі щетинистими білими, багатоклітинними трихомами, на нижньому — з бурими волосками. Завдяки тому, що поверхня плавучих вай вкрита великим числом гідрофобних трихом, вони не змочується водою. Практично, перебуваючи внаслідок тих чи інших причин під водою, плавучі вайї сальвінії можуть зберігати шар повітря на своїй поверхні кілька тижнів. Отже, газообмін здійснюється навіть у товщі води.
Сальвінія належить до однорічних рослин-гідрофітів із літньо-зеленим феноритмотипом. З настанням осінніх холодів вегетативні органи рослини поступово відмирають. Наприкінці літа біля основи занурених вай розвиваються кулеподібні, зібрані в групи по 4–5 штук спорокарпії (соруси), які восени після відмирання стебла занурюються на дно.
Сальвінія плавуча існує на межі повітряного й водного середовищ і характеризується відмінною будовою плавучих і занурених у воду фотосинтезуючих органів (гетерофілією). Рослина формує занурені у воду вайї специфічної анатомічної будови, які за морфологією більше нагадують корені. Проте Натаніелем Прінсгеймом (1883) та пізнішими дослідженнями Джудіт Кроксдейл (1978, 1979, 1981) чітко встановлено, що вони закладаються апікальною меристемою стебла, як одна з трьох листових бруньок (примордіїв) на кожному вузлі (кільці-мутовці) стебла. Два листові примордії розвиваються у плавучі вайї, а третій формує розсічену на багато сегментів коренеподібну структуру. Коренева система в рослини відсутня. У західній науковій літературі загальноприйнятим фактом є те, що занурені органи у представників роду Salvinia є фактично видозміненими листками.

## Поширення, екологія

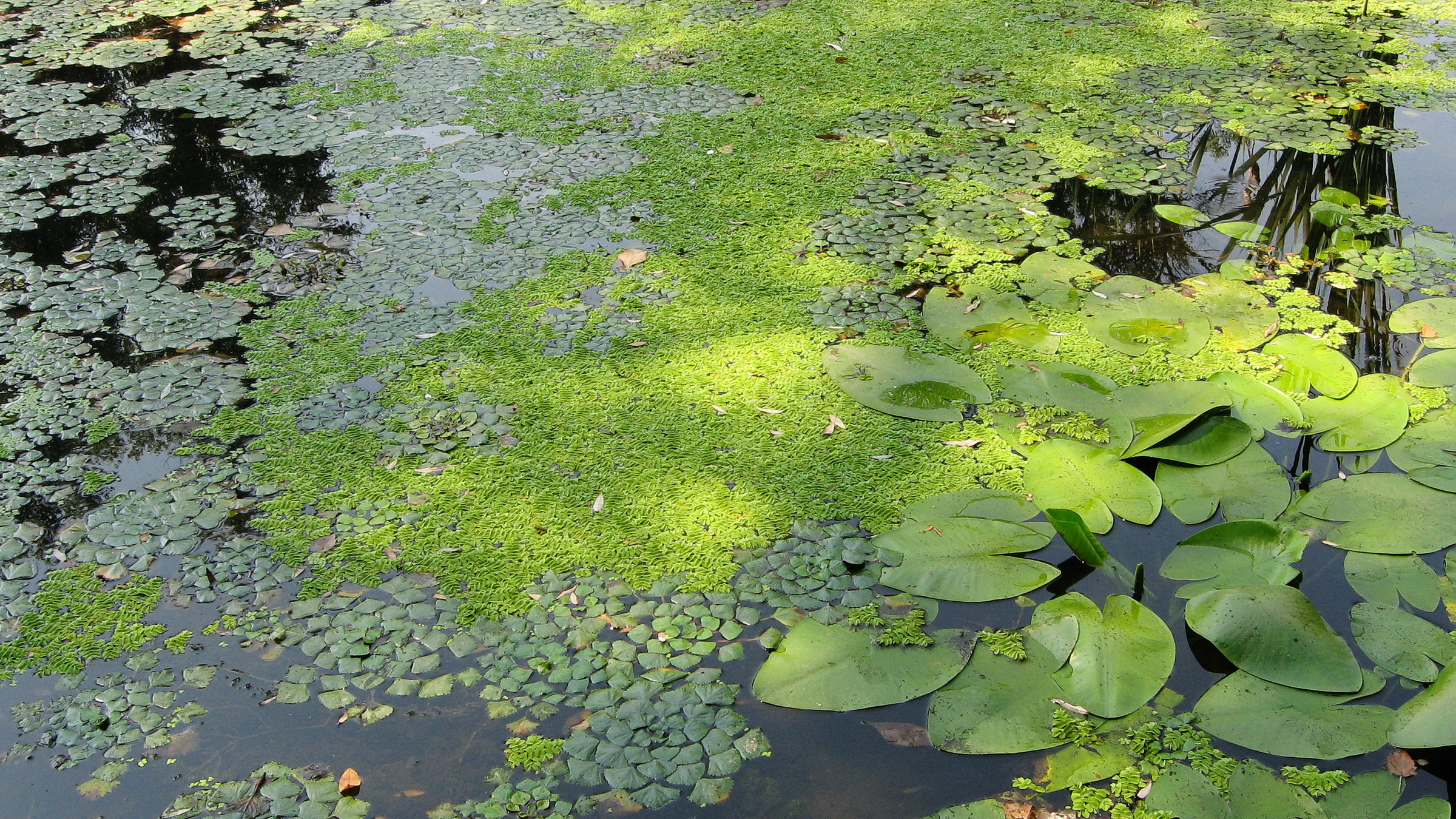
Формація сальвінії плавучої

Вид зростає в Європі (крім північної й західної), Азії (у т.ч. Японія, Корея, Тайвань, Китай, Індія, Таїланд, Індонезія, В'єтнам, Пакистан, Туреччина, Ізраїль, Азербайджан, Вірменія, Грузія), Алжирі й Тунісі. Вид розповсюджений у мезоевтрофних і евтрофних прісноводних замкнутих або слабопроточних водоймах, котрі добре прогріваються.
В Україні зростає в повільних або стоячих водах і озерах спорадично в багатьох районах (в басейнах Сіверського Дінця, Дніпра, Дністра), на Поліссі, у Закарпатській обл. (Теглаш, Берегово, Латориця) і Львівській (Немирівський р-н), у низов'ях Дунаю.

## Охорона
Salvinia natans охороняється в Європі і занесена до Додатку І Бернської конвенції (охоронна категорія: вид підлягає особливій охороні).
В Україні рослину занесено до Червоної книги. Однак, у зв'язку з пом'якшенням кліматичних умов і, відповідно, із ширшим розповсюдженням сальвінії плавучої, як в Україні, так і в інших європейських країнах, зокрема в Польщі, цей статус, можливо, потребує перегляду.
Формація сальвінії плавучої занесена до Зеленої книги України.